# 秋山柚稀
秋山柚稀（日语：／ Akiyama Yuzuki；1993年4月14日—）是日本女演員，出身自埼玉縣。

## 作品列表

### 電影
- 戀愛小說家（2011年8月）：飾演 南川奈緒
- 被爐、蜜桔和小貓（2013年11月）
- 屍殺片場（2017年11月4日）：飾演 松本逢花（千夏）
- 生命的盡頭（2021年12月3日）：飾演 今井繪里
- 湯道（2023年2月23日）：飾演 細井幸惠

### 電視劇
- 震撼鮮師（2010年7月，TBS）
- 科捜研之女 特別篇（2018年10月14日，朝日電視台）：飾演 久井絵里
- 醜聞專門律師QUEEN 第1話（2019年1月10日，富士電視台）：飾演
- 假面騎士ZI-O 第40話（2019年6月23日，朝日電視台）：飾演
- 淋濕偵探水野羽衣 第3話（2019年7月17日，東京電視台）：飾演
- 年下男友 第18話（2020年6月7日，ABC電視台）：飾演 小鳥遊彌生
- 絶美食之路 2021年元旦特別篇（2021年1月2日，東京電視台）：飾演 民生的同事
- Oh! My Boss!戀愛在別冊（2021年1月12日－3月16日，TBS）：飾演 和田和美
- 無法結婚的理由（2021年4月18日－6月20日，ABC電視台）：飾演
- 機搜235（東京電視台）：飾演 大久保實乃里
  - 第2作（2021年7月19日）
  - 第3作（2022年5月16日）
  - 機搜235×強行犯係 樋口顯（2023年1月27日－3月10日，東京電視台・BS東視）
- 這是戀愛！～不良少年與白手杖女孩～（2021年10月6日－12月15日，日本電視台）：飾演 白田綾香
- 惡女～誰說工作不帥氣? 第9話（2022年6月8日，日本電視台）：飾演 谷村
- 和帥哥一起吃飯（2022年7月10日－9月25日，大阪電視台・BS東視）：飾演
- 正義的天秤 Season2 第3話（2023年5月20日，NHK綜合台）：飾演 河本咲都子
- CODE-願望的代價- 第1話・第4話（2023年7月2日・23日，日本電視台）：飾演 工藤泉

## 外部連結
- 經紀公司個人資料頁面（日語）
- 秋山柚稀的X（前Twitter）
- 秋山柚稀的Instagram帳戶